# خاک‌ورزی

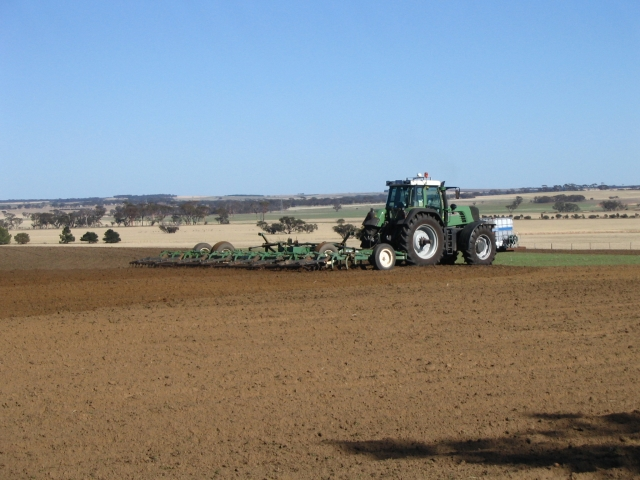
شخم زنی پس از باران

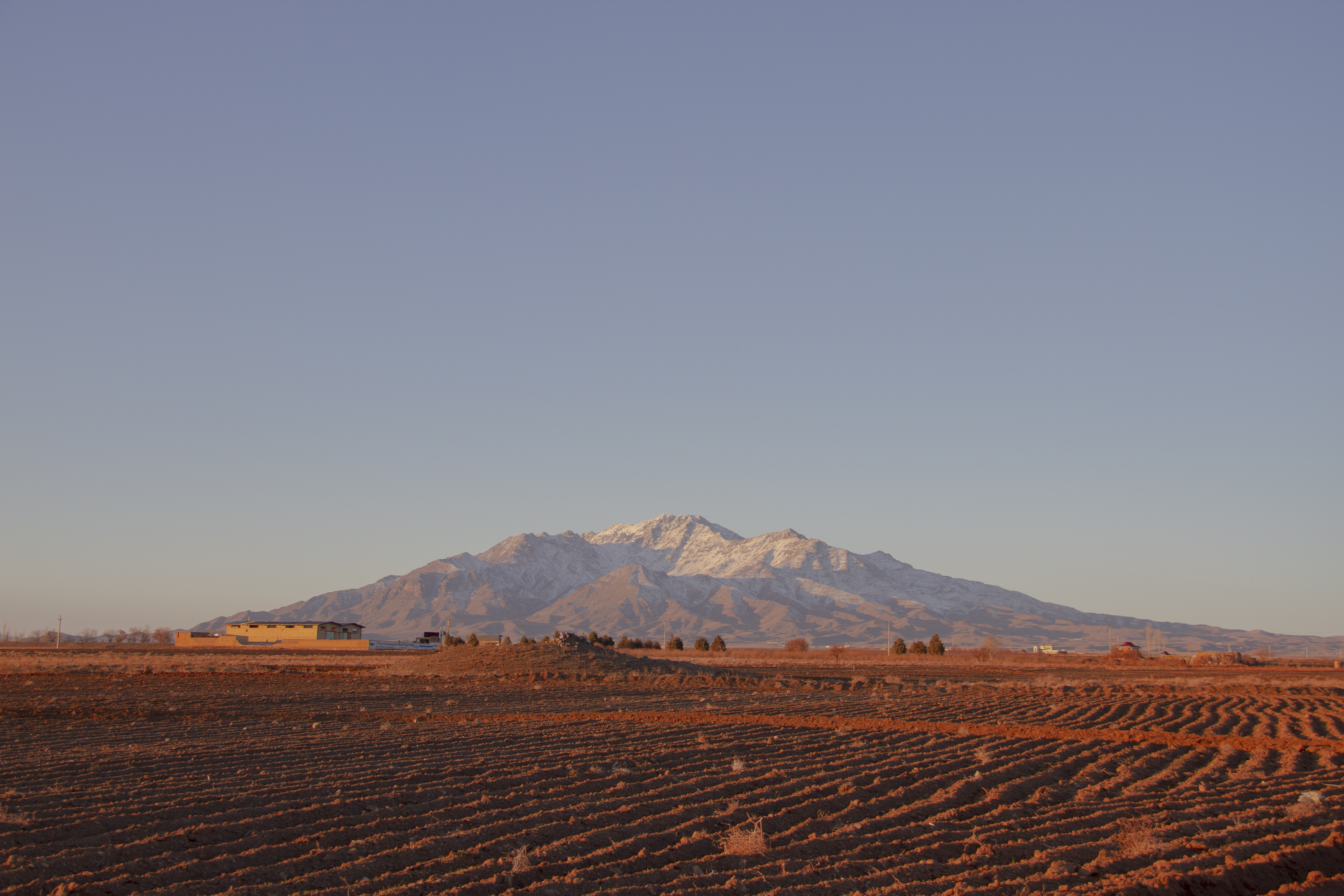
زمین زراعی خاک ورزی شده در ورودی روستای تاج خاتون در استان قم

خاک‌ورزی یا شخم یا پای‌کن (به انگلیسی: Tillage) به آن دسته تلاشهای مکانیکی که برای بهم زدن خاک در راستای آماده‌سازی خاک برای پرورش گیاهان کشاورزی انجام می‌گیرد خاک ورزی می‌گویند. ابزارهای خاک‌ورزی شامل بیل، کلنگ، کج‌بیل، شن‌کش و همچنین به شکل مکانیکی شامل گاوآهن دیسک و غیره می‌گردد.

## خاک‌ورزی حفاظتی
خاک‌ورزی حفاظتی (Conservative tillage) روشی است برای جلوگیری از بهم خوردن خاک. در این روش به کشاورزان پیشنهاد می‌شود دست کم ۳۰ درصد سطح خاک از بقایای کشت قبلی پوشیده شده باشد. خاک ورزی حفاظتی روشی برای مدیریت خشکسالی در راستای نگهداری آب در زمین و همچنین کاهش هزینه‌های تولید در کشاورزی و افزایش مواد آلی خاک است. این کوشش سبب می‌شود که بقایای گیاهان پیشین درون خاک، به شکل یک کود گیاهی خوب برای زمین درآید و زمین را به شکل یک اسفنج ظرفشویی درآورد. در نتیجه آب باران و شبنم راحت‌تر در زمین فرومی‌رود و کمک بسیار بزرگی برای مقابله با خشکسالی و کم‌آبی است و این بقایا از تبخیر آب بوسیله تابش آفتاب نیز جلوگیری می‌کند؛ و از سوی دیگر فرورفتن سریع آب در زمین از بروز سیلاب‌ها جلوگیری می‌کند. این حالت اسفنجی باعث می‌شود که هوا (اکسیژن، نیتروژن و…) نیز راحت‌تر در زمین نفوذ کند؛ و شاید مهم‌ترین سود آن تقویت خاک و خوراک رسانی به میکروارگانیسم‌ها و جانداران ریز خاک زی است.

## روش‌های خاک‌ورزی حفاظتی
- بی خاک‌ورزی No-till در این روش هرگز زمین شخم زده نمی‌شود.
- کم خاک‌ورزی Minimom-till در روش تمام عملیات‌های خاکورزی به حداقل خود می‌رسد.
- خاک‌ورزی نواری (خطی) Strip-till در روش تنها روی نوار کشت، خاکورزی می‌شود.
- خاک ورزی پوشش دار Mulch-till
- خاک ورزی پشته ای Ridge-till